# Вошлебень
Вошлебень, Вошлебені (рум. Voșlăbeni) — село у повіті Харгіта в Румунії. Адміністративний центр комуни Вошлебень.
Село розташоване на відстані 248 км на північ від Бухареста, 33 км на північний захід від М'єркуря-Чука, 109 км на північ від Брашова.

## Населення
За даними перепису населення 2002 року у селі проживали 1255 осіб.
Національний склад населення села:
| Національність | Кількість осіб | Відсоток |
| -------------- | -------------- | -------- |
| румуни         | 894            | 71,2%    |
| угорці         | 337            | 26,9%    |
| цигани         | 24             | 1,9%     |

Рідною мовою назвали:
| Мова      | Кількість осіб | Відсоток |
| --------- | -------------- | -------- |
| румунська | 892            | 71,1%    |
| угорська  | 339            | 27,0%    |
| циганська | 24             | 1,9%     |